# Psorotichia hassei
Psorotichia hassei är en lavart som beskrevs av Fink ex J. Hedrick. Psorotichia hassei ingår i släktet Psorotichia och familjen Lichinaceae.   Inga underarter finns listade i Catalogue of Life.